# 新切尔卡斯克号大型登陆舰
新切尔卡斯克号大型登陆舰（羅馬化：Novocherkassk (BDK-46)）曾是一艘苏联海军和俄罗斯海军的大型登陆舰，属于775工程大型登陆舰项目（北约代号为“蟾蜍级大型登陆舰”），1987年下水服役，驻扎在黑海舰队。
該艦在俄羅斯入侵烏克蘭期間遭到兩次襲擊，其於2022年3月受損，並於2023年12月再次遭到襲擊。2023年12月26日，在第二次襲擊中，该舰在俄佔克里米亞費奧多西亞海軍基地中，被乌克兰空军用巡航導彈击毁。儘管俄羅斯當局稱該艦已受損，但烏克蘭空軍官員表示，該艦因接連二次爆炸而遭受大面積損毀，難以修復。衛星影像顯示，該艦大面積損毀，部分艦身在襲擊後淹沒。俄罗斯当局之后在2024年2月至11月试图打捞该舰残骸。

## 特性
新切爾卡斯克號排水量為4080噸（4020長噸），長112.5（369英尺1英寸），橫樑15（49英尺3英寸），吃水深度3.7（12英尺2英寸）。它有兩台柴油發電機，最大速度為17.8節（33.0每小時；20.5英里每小時），航程為6,000海里（11,000；6,900英里），速度為12節（22每小時；14英里每小時）。它能夠運載多達500噸的貨物和225名士兵。它配備兩座AK-725 57口徑火砲和兩座122口徑多管火箭發射系統。
該艦甲板可容納25輛裝甲運兵車。

## 服役历史
在2012年11月，新切爾卡斯克號與黑海艦隊其他艦艇一起行動，錨定在加沙地帶海岸。這次行動表面上是為準備在以巴衝突升級的情況下疏散俄羅斯公民。其他參與該行動的艦艇包括薩拉托夫號大型登陸艦和莫斯科號飛彈巡洋艦。2015年，新切爾卡斯克號參與黑海艦隊在地中海的演習，與俄羅斯在敘利亞增兵行動相對應。
2020年3月，該艦與姊妹艦凱撒·庫尼科夫號大型登陸艦、海軍上將格里戈洛維奇號護衛艦以及馬卡洛夫海軍上將號巡防艦一起出發前往敘利亞，以應對與土耳其日益緊張的局勢以及美軍從敘利亞撤軍。船隻的移動引發公眾對2019冠狀病毒病在俄羅斯境內傳播的擔憂。

### 俄羅斯入侵烏克蘭
乌俄战争中，该舰于2022年3月24日在被俄军占领的别尔江斯克港被乌军使用OTR-21“圆点”战术弹道导弹击伤，五名船员被击毙，另一艘登陆舰薩拉托夫號被击沉。2022年6月，俄羅斯官媒塔斯社聲稱，新切爾卡斯克號是在黑海對烏克蘭發動兩棲行動的12艘登陸艦之一。但新切爾卡斯克號並未證實修復，且狀況不明。2022年8月24日，據報新切爾卡斯克號及姊妹船凱撒·庫尼科夫號因缺乏修理船舶的零件而無法運作。零件短缺的原因是因為國際對俄羅斯實施的製裁。

### 烏克蘭襲擊事件
2023年12月26日凌晨，新切尔卡斯克号被乌克兰空军击毁于费奥多西亚俄占区的港口。随后俄国国防部发布消息确认称遭到袭击，一艘登陆舰“受损”。然而天亮后的影像证据显示该舰已被彻底摧毁并坐沉港中，显然遭受了灾难性的打击，其他影片也显示了爆炸产生的巨大的蘑菇云。据乌克蘭空軍發表聲明承認是他們襲擊該艦。他們表示，新切尔卡斯克号發生殉爆，且難以修復。該艦被击中时正载运大量的伊朗Shahed自杀无人机，这可能是引起大爆炸的原因。黑海戰略研究所所長安德里·克利門科分析該襲擊的影片，並對《紐約時報》表示：「從片段來看，爆炸的威力非常大，該艦攜帶了炸藥：要麼是砲彈，要麼是爆炸物。或者正如某些人所言——無人機。」
俄羅斯官方證實這宗襲擊事件，並表示襲擊引發的市區火災造成1人死亡、2人受傷，同時稱該艦受損。俄羅斯官方也聲稱，2架烏克蘭蘇-24戰鬥轟炸機在襲擊中被防空火力擊落，但烏克蘭對此予以否認。烏克蘭總統弗拉基米爾·澤倫斯基在有關這次襲擊的聲明中表示：「我感謝我們的空軍為俄羅斯黑海潛艇艦隊為該艦帶來壯觀的補給。在烏克蘭，佔領者將無處安寧。」俄羅斯總統弗拉基米爾·普京透過俄羅斯國防部長謝爾蓋·紹伊古獲悉這次襲擊。
馬薩爾科技在襲擊後拍攝的衛星影像顯示，新切爾卡斯克號遭受了大量損壞，艦身部分沉沒在碼頭旁，艦上冒出滾滾濃煙。俄罗斯黑海舰队的官方新闻部门宣布对新切爾卡斯克號的沉沒进行为期两天的哀悼期。但在数小时后，俄罗斯宣传人员删除有关被清算船员人数的消息。烏克蘭駭客組織Cyber Resistance随后证实，据其截獲俄羅斯黑海艦隊內部電郵，顯示烏克蘭對俄羅斯新切爾卡斯克號登陸艦的襲擊，至少造成74名俄羅斯士兵死亡，27名俄羅斯士兵受傷。